# Interlands Fins voetbalelftal 1990-1999
Deze pagina toont een chronologisch en gedetailleerd overzicht van de interlands die het Fins voetbalelftal speelde in de periode 1990 – 1999.

## Interlands

### 1990
|                                                        |                         |       |                   | |
| 12 februari Vriendschappelijk № 480 «onderlinge duels» | VA Emiraten             | 1 – 1 | Finland           | Maktoum Bin Rashid Al Maktoumstadion, Dubai Toeschouwers: 3.000 Scheidsrechter: Ibrahim Al-Amach (KUW) |
| 12 februari Vriendschappelijk № 480 «onderlinge duels» | Abdul Azia Mohammed 80' |       | 23' Petri Tiainen | Maktoum Bin Rashid Al Maktoumstadion, Dubai Toeschouwers: 3.000 Scheidsrechter: Ibrahim Al-Amach (KUW) |

|                                                        |         |                   |         |                                                                                         |
| 15 februari Vriendschappelijk № 481 «onderlinge duels» | Koeweit | 0 – 1             | Finland | Cairostadion, Caïro Toeschouwers: onbekend Scheidsrechter: Abdel Salas El Hamamsy (EGY) |
| 15 februari Vriendschappelijk № 481 «onderlinge duels» |         | 45' Mika Aaltonen |         | Cairostadion, Caïro Toeschouwers: onbekend Scheidsrechter: Abdel Salas El Hamamsy (EGY) |

|                                                                   |                                     |       |                   |                                                                                |
| 10 maart Vriendschappelijk № 482 «onderlinge duels» 19:30 (UTC−5) | Verenigde Staten                    | 2 – 1 | Finland           | Tampa Stadium, Tampa Toeschouwers: 22.647 Scheidsrechter: Carlos Arrieta (CRC) |
| 10 maart Vriendschappelijk № 482 «onderlinge duels» 19:30 (UTC−5) | Paul Caligiuri 29' Bruce Murray 68' |       | 52' Kimmo Tarkkio | Tampa Stadium, Tampa Toeschouwers: 22.647 Scheidsrechter: Carlos Arrieta (CRC) |

|                                                                 |                  |       |                     |                                                                                  |
| 16 mei Vriendschappelijk № 483 «onderlinge duels» 16:45 (UTC+1) | Ierland          | 1 – 1 | Finland             | Lansdowne Road, Dublin Toeschouwers: 31.556 Scheidsrechter: Rodger Gifford (WAL) |
| 16 mei Vriendschappelijk № 483 «onderlinge duels» 16:45 (UTC+1) | Kevin Sheedy 85' |       | 76' Pasi Tauriainen | Lansdowne Road, Dublin Toeschouwers: 31.556 Scheidsrechter: Rodger Gifford (WAL) |

|                                                                 | |       |         |                                                                                                |
| 27 mei Vriendschappelijk № 484 «onderlinge duels» 18:00 (UTC+2) | Zweden | 6 – 0 | Finland | Råsunda Fotbollstadion, Stockholm Toeschouwers: 12.914 Scheidsrechter: Thorodd Pressberg (NOR) |
| 27 mei Vriendschappelijk № 484 «onderlinge duels» 18:00 (UTC+2) | Mats Magnusson 5' Anders Limpar 56' Tomas Brolin 58' Tomas Brolin 59' Peter Larsson 66' (pen.) Jonas Thern 74' |       |         | Råsunda Fotbollstadion, Stockholm Toeschouwers: 12.914 Scheidsrechter: Thorodd Pressberg (NOR) |

|                                                                      |                    |       |                   |                                                                                                   |
| 29 augustus Vriendschappelijk № 485 «onderlinge duels» 18:00 (UTC+3) | Finland            | 1 – 1 | Tsjecho-Slowakije | Kuusankosken Urheilupuisto, Kuusankoski Toeschouwers: 1.822 Scheidsrechter: Peter Mikkelsen (DEN) |
| 29 augustus Vriendschappelijk № 485 «onderlinge duels» 18:00 (UTC+3) | Petri Järvinen 39' |       | 63' Pavel Kuka    | Kuusankosken Urheilupuisto, Kuusankoski Toeschouwers: 1.822 Scheidsrechter: Peter Mikkelsen (DEN) |

|                                                                          |         |       |          |                                                                                    |
| 12 september EK 1992 kwalificatie № 486 «onderlinge duels» 19:00 (UTC+3) | Finland | 0 – 0 | Portugal | Olympisch Stadion, Helsinki Toeschouwers: 10.240 Scheidsrechter: Jozef Marko (TCH) |
| 12 september EK 1992 kwalificatie № 486 «onderlinge duels» 19:00 (UTC+3) |         |       |          | Olympisch Stadion, Helsinki Toeschouwers: 10.240 Scheidsrechter: Jozef Marko (TCH) |

|                                                        |                    |       |                                              |                                                                                  |
| 11 november Vriendschappelijk № 487 «onderlinge duels» | Tunesië            | 1 – 2 | Finland                                      | Stade El Menzah, Tunis Toeschouwers: 12.000 Scheidsrechter: Mohamed Hansal (ALG) |
| 11 november Vriendschappelijk № 487 «onderlinge duels» | Mondher Msakni 47' |       | 45' Mika-Matti Paatelainen 73' Ari Tegelberg | Stade El Menzah, Tunis Toeschouwers: 12.000 Scheidsrechter: Mohamed Hansal (ALG) |

|                                                                         |                 |       |                   |                                                                                |
| 25 november EK 1992 kwalificatie № 488 «onderlinge duels» 14:30 (UTC+1) | Malta           | 1 – 1 | Finland           | Ta' Qalistadion, Ta' Qali Toeschouwers: 5.000 Scheidsrechter: Sadik Deda (TUR) |
| 25 november EK 1992 kwalificatie № 488 «onderlinge duels» 14:30 (UTC+1) | Hubert Suda 74' |       | 87' Erik Holmgren | Ta' Qalistadion, Ta' Qali Toeschouwers: 5.000 Scheidsrechter: Sadik Deda (TUR) |

### 1991
|                                                                   |                    |       |                            |                                                                                         |
| 13 maart Vriendschappelijk № 489 «onderlinge duels» 17:00 (UTC+1) | Polen              | 1 – 1 | Finland                    | Wojska Polskiegostadion, Warschau Toeschouwers: 3.000 Scheidsrechter: Antal Huták (HUN) |
| 13 maart Vriendschappelijk № 489 «onderlinge duels» 17:00 (UTC+1) | Andrzej Lesiak 12' |       | 20' Mika-Matti Paatelainen | Wojska Polskiegostadion, Warschau Toeschouwers: 3.000 Scheidsrechter: Antal Huták (HUN) |

|                                                                      |                                      |       |         |                                                                            |
| 17 april EK 1992 kwalificatie № 490 «onderlinge duels» 20:00 (UTC+2) | Nederland                            | 2 – 0 | Finland | De Kuip, Rotterdam Toeschouwers: 28.371 Scheidsrechter: Jan Damgaard (DEN) |
| 17 april EK 1992 kwalificatie № 490 «onderlinge duels» 20:00 (UTC+2) | Marco van Basten 10' Ruud Gullit 77' |       |         | De Kuip, Rotterdam Toeschouwers: 28.371 Scheidsrechter: Jan Damgaard (DEN) |

|                                                                    |                                      |       |       |                                                                                     |
| 16 mei EK 1992 kwalificatie № 491 «onderlinge duels» 19:00 (UTC+3) | Finland                              | 2 – 0 | Malta | Olympisch Stadion, Helsinki Toeschouwers: 5.150 Scheidsrechter: Rune Pedersen (NOR) |
| 16 mei EK 1992 kwalificatie № 491 «onderlinge duels» 19:00 (UTC+3) | Petri Järvinen 51' Jari Litmanen 89' |       |       | Olympisch Stadion, Helsinki Toeschouwers: 5.150 Scheidsrechter: Rune Pedersen (NOR) |

|                                                                    |                   |       |                   |                                                                                       |
| 5 juni EK 1992 kwalificatie № 492 «onderlinge duels» 19:00 (UTC+3) | Finland           | 1 – 1 | Nederland         | Olympisch Stadion, Helsinki Toeschouwers: 21.207 Scheidsrechter: Brian McGinlay (SCO) |
| 5 juni EK 1992 kwalificatie № 492 «onderlinge duels» 19:00 (UTC+3) | Erik Holmgren 77' |       | 60' Frank de Boer | Olympisch Stadion, Helsinki Toeschouwers: 21.207 Scheidsrechter: Brian McGinlay (SCO) |

|                                                                          |                 |       |         |                                                                                    |
| 11 september EK 1992 kwalificatie № 493 «onderlinge duels» 20:30 (UTC+1) | Portugal        | 1 – 0 | Finland | Estádio das Antas, Porto Toeschouwers: 30.000 Scheidsrechter: Arturo Martino (SUI) |
| 11 september EK 1992 kwalificatie № 493 «onderlinge duels» 20:30 (UTC+1) | César Brito 22' |       |         | Estádio das Antas, Porto Toeschouwers: 30.000 Scheidsrechter: Arturo Martino (SUI) |

|                                                                       |                  |       |                             |                                                                                         |
| 9 oktober EK 1992 kwalificatie № 494 «onderlinge duels» 19:00 (UTC+2) | Finland          | 1 – 1 | Griekenland                 | Olympisch Stadion, Helsinki Toeschouwers: 26.000 Scheidsrechter: Sergei Khusainov (RUS) |
| 9 oktober EK 1992 kwalificatie № 494 «onderlinge duels» 19:00 (UTC+2) | Kari Ukkonen 50' |       | 74' Panagiotis Tsalouchidis | Olympisch Stadion, Helsinki Toeschouwers: 26.000 Scheidsrechter: Sergei Khusainov (RUS) |

|                                                                        |                                              |       |         |                                                                                                 |
| 30 oktober EK 1992 kwalificatie № 495 «onderlinge duels» 18:00 (UTC+2) | Griekenland                                  | 2 – 0 | Finland | Olympisch Stadion Spyridon Louis, Athene Toeschouwers: 8.000 Scheidsrechter: Gerhard Kapl (AUT) |
| 30 oktober EK 1992 kwalificatie № 495 «onderlinge duels» 18:00 (UTC+2) | Dimitris Saravakos 50' Stefanos Borbokis 52' |       |         | Olympisch Stadion Spyridon Louis, Athene Toeschouwers: 8.000 Scheidsrechter: Gerhard Kapl (AUT) |

### 1992
|                                                                      |                     |       |                   |                                                                             |
| 12 februari Vriendschappelijk № 496 «onderlinge duels» 14:00 (UTC+2) | Turkije             | 1 – 1 | Finland           | Ocak Stadı, Adana Toeschouwers: 25.000 Scheidsrechter: Peter Dellwing (GER) |
| 12 februari Vriendschappelijk № 496 «onderlinge duels» 14:00 (UTC+2) | Orhan Çıkırıkçı 18' |       | 75' Juha Karvinen | Ocak Stadı, Adana Toeschouwers: 25.000 Scheidsrechter: Peter Dellwing (GER) |

|                                                                 |                 |       |                   |                                                                              |
| 25 maart Vriendschappelijk № 497 «onderlinge duels» 20:00 (UTC) | Schotland       | 1 – 1 | Finland           | Hampden Park, Glasgow Toeschouwers: 9.275 Scheidsrechter: Anders Frisk (SWE) |
| 25 maart Vriendschappelijk № 497 «onderlinge duels» 20:00 (UTC) | Paul McStay 24' |       | 41' Jari Litmanen | Hampden Park, Glasgow Toeschouwers: 9.275 Scheidsrechter: Anders Frisk (SWE) |

|                                                                   |                                        |       |                  |                                                                                           |
| 15 april Vriendschappelijk № 498 «onderlinge duels» 20:30 (UTC−4) | Brazilië                               | 3 – 1 | Finland          | Estádio José Fragelli, Cuiabá Toeschouwers: 20.050 Scheidsrechter: Joelmes da Costa (BRA) |
| 15 april Vriendschappelijk № 498 «onderlinge duels» 20:30 (UTC−4) | Bebeto 57' Bebeto 80' Paulo Sérgio 88' |       | 39' Jari Vanhala | Estádio José Fragelli, Cuiabá Toeschouwers: 20.050 Scheidsrechter: Joelmes da Costa (BRA) |

|                                                                    |         |                                                              |           |                                                                                   |
| 14 mei WK 1994 kwalificatie № 499 «onderlinge duels» 19:00 (UTC+3) | Finland | 0 – 3                                                        | Bulgarije | Olympisch Stadion, Helsinki Toeschouwers: 8.602 Scheidsrechter: Dušan Colić (YUG) |
| 14 mei WK 1994 kwalificatie № 499 «onderlinge duels» 19:00 (UTC+3) |         | 62' Krasimir Balakov 73' Emil Kostadinov 87' Emil Kostadinov |           | Olympisch Stadion, Helsinki Toeschouwers: 8.602 Scheidsrechter: Dušan Colić (YUG) |

|                                                                 |                      |       |                                 |                                                                                    |
| 3 juni Vriendschappelijk № 500 «onderlinge duels» 19:00 (UTC+3) | Finland              | 1 – 2 | Engeland                        | Olympisch Stadion, Helsinki Toeschouwers: 16.101 Scheidsrechter: Bo Karlsson (SWE) |
| 3 juni Vriendschappelijk № 500 «onderlinge duels» 19:00 (UTC+3) | Ari Hjelm 27' (pen.) |       | 45' David Platt 62' David Platt | Olympisch Stadion, Helsinki Toeschouwers: 16.101 Scheidsrechter: Bo Karlsson (SWE) |

|                                                                      |         |       |       |                                                                                              |
| 26 augustus Vriendschappelijk № 501 «onderlinge duels» 18:30 (UTC+3) | Finland | 0 – 0 | Polen | Pietarsaaren Keskuskenttä, Pietarsaari Toeschouwers: 3.000 Scheidsrechter: Finn Lambek (DEN) |
| 26 augustus Vriendschappelijk № 501 «onderlinge duels» 18:30 (UTC+3) |         |       |       | Pietarsaaren Keskuskenttä, Pietarsaari Toeschouwers: 3.000 Scheidsrechter: Finn Lambek (DEN) |

|                                                                         |         |                          |        |                                                                                     |
| 9 september WK 1994 kwalificatie № 502 «onderlinge duels» 19:00 (UTC+3) | Finland | 0 – 1                    | Zweden | Olympisch Stadion, Helsinki Toeschouwers: 13.617 Scheidsrechter: Vadzim Zjoek (BLR) |
| 9 september WK 1994 kwalificatie № 502 «onderlinge duels» 19:00 (UTC+3) |         | 77' (pen.) Klas Ingesson |        | Olympisch Stadion, Helsinki Toeschouwers: 13.617 Scheidsrechter: Vadzim Zjoek (BLR) |

|                                                       |                      |       |               |                                                                                |
| 7 november Vriendschappelijk № 503 «onderlinge duels» | Tunesië              | 1 – 1 | Finland       | Stade Tunisien, Tunis Toeschouwers: 8.000 Scheidsrechter: Rashid Medjiba (ALG) |
| 7 november Vriendschappelijk № 503 «onderlinge duels» | Mounir Boukadida 72' |       | 32' Ari Hjelm | Stade Tunisien, Tunis Toeschouwers: 8.000 Scheidsrechter: Rashid Medjiba (ALG) |

|                                                                         |                                        |       |                    |                                                                                 |
| 14 november WK 1994 kwalificatie № 504 «onderlinge duels» 20:45 (UTC+1) | Frankrijk                              | 2 – 1 | Finland            | Parc des Princes, Parijs Toeschouwers: 28.630 Scheidsrechter: Jozef Marko (TCH) |
| 14 november WK 1994 kwalificatie № 504 «onderlinge duels» 20:45 (UTC+1) | Jean-Pierre Papin 18' Éric Cantona 31' |       | 54' Petri Järvinen | Parc des Princes, Parijs Toeschouwers: 28.630 Scheidsrechter: Jozef Marko (TCH) |

### 1993
|                                                                     |       |       |         |                                                                                                |
| 20 januari Nehru Cup 1993 № 505 «onderlinge duels» 16:45 (UTC+5:30) | India | 0 – 0 | Finland | Jawaharlal Nehru Stadion, Chennai Toeschouwers: onbekend Scheidsrechter: Sadar Kumar Sen (IND) |
| 20 januari Nehru Cup 1993 № 505 «onderlinge duels» 16:45 (UTC+5:30) |       |       |         | Jawaharlal Nehru Stadion, Chennai Toeschouwers: onbekend Scheidsrechter: Sadar Kumar Sen (IND) |

|                                                                     |          |       |         | |
| 22 januari Nehru Cup 1993 № 506 «onderlinge duels» 17:15 (UTC+5:30) | Kameroen | 0 – 0 | Finland | Jawaharlal Nehru Stadion, Chennai Toeschouwers: onbekend Scheidsrechter: Sirai Ahmed Saudagar (IND) |
| 22 januari Nehru Cup 1993 № 506 «onderlinge duels» 17:15 (UTC+5:30) |          |       |         | Jawaharlal Nehru Stadion, Chennai Toeschouwers: onbekend Scheidsrechter: Sirai Ahmed Saudagar (IND) |

|                                                                     |       |                                        |         |                                                                                                |
| 26 januari Nehru Cup 1993 № 507 «onderlinge duels» 17:15 (UTC+5:30) | India | 0 – 2                                  | Finland | Jawaharlal Nehru Stadion, Chennai Toeschouwers: onbekend Scheidsrechter: Badhu Badruddin (BAN) |
| 26 januari Nehru Cup 1993 № 507 «onderlinge duels» 17:15 (UTC+5:30) |       | 60' Pasi Tauriainen 61' Marko Rajamäki |         | Jawaharlal Nehru Stadion, Chennai Toeschouwers: onbekend Scheidsrechter: Badhu Badruddin (BAN) |

|                                                                     |                                 |       |         |                                                                                           |
| 28 januari Nehru Cup 1993 № 508 «onderlinge duels» 17:15 (UTC+5:30) | Kameroen                        | 2 – 0 | Finland | Jawaharlal Nehru Stadion, Chennai Toeschouwers: onbekend Scheidsrechter: Kar Gautam (IND) |
| 28 januari Nehru Cup 1993 № 508 «onderlinge duels» 17:15 (UTC+5:30) | Charles Bemima ??' onbekend ??' |       |         | Jawaharlal Nehru Stadion, Chennai Toeschouwers: onbekend Scheidsrechter: Kar Gautam (IND) |

|                                                                     |                                                      |       |                                      | |
| 31 januari Nehru Cup 1993 № 509 «onderlinge duels» 16:45 (UTC+5:30) | Noord-Korea                                          | 3 – 2 | Finland                              | Jawaharlal Nehru Stadion, Chennai Toeschouwers: 17.500 Scheidsrechter: Sirai Akhmed Saudagar (IND) |
| 31 januari Nehru Cup 1993 № 509 «onderlinge duels» 16:45 (UTC+5:30) | Choi Yong Son 33' Choi Yong Son 41' Ryu Song Gun 73' |       | 67' Juha Karvinen 71' Marko Rajamäki | Jawaharlal Nehru Stadion, Chennai Toeschouwers: 17.500 Scheidsrechter: Sirai Akhmed Saudagar (IND) |

|                                                                      |         |       |         |                                                                                        |
| 20 februari Baltic Indoor Cup № 510 «onderlinge duels» 17:00 (UTC+2) | Finland | 0 – 0 | Estland | Myyrmäki Indoor Hall, Vantaa Toeschouwers: 1.000 Scheidsrechter: Juha Hirviniemi (FIN) |
| 20 februari Baltic Indoor Cup № 510 «onderlinge duels» 17:00 (UTC+2) |         |       |         | Myyrmäki Indoor Hall, Vantaa Toeschouwers: 1.000 Scheidsrechter: Juha Hirviniemi (FIN) |

|                                                                      |                                                         |       |          |                                                                                  |
| 21 februari Baltic Indoor Cup № 511 «onderlinge duels» 16:00 (UTC+2) | Finland                                                 | 3 – 0 | Litouwen | Myyrmäki Indoor Hall, Vantaa Toeschouwers: 1.000 Scheidsrechter: Kaj Natri (FIN) |
| 21 februari Baltic Indoor Cup № 511 «onderlinge duels» 16:00 (UTC+2) | Niclas Grönholm ??' Jukka Ruhanen ??' Jari Kinnunen ??' |       |          | Myyrmäki Indoor Hall, Vantaa Toeschouwers: 1.000 Scheidsrechter: Kaj Natri (FIN) |

|                                                                   |                                     |       |                   |                                                                                   |
| 13 april Vriendschappelijk № 512 «onderlinge duels» 16:30 (UTC+2) | Polen                               | 2 – 1 | Finland           | Stadion Radomiak, Radom Toeschouwers: 8.000 Scheidsrechter: Bernd Heynemann (GER) |
| 13 april Vriendschappelijk № 512 «onderlinge duels» 16:30 (UTC+2) | Marek Leśniak 30' Marek Leśniak 57' |       | 84' Ari Heikkinen | Stadion Radomiak, Radom Toeschouwers: 8.000 Scheidsrechter: Bernd Heynemann (GER) |

|                                                        |                                                 |       |         |                                                                                                |
| 28 april WK 1994 kwalificatie № 513 «onderlinge duels» | Bulgarije                                       | 2 – 0 | Finland | Vasil Levski Nationaal Stadion, Sofia Toeschouwers: 35.000 Scheidsrechter: Lim Kee Chong (MRT) |
| 28 april WK 1994 kwalificatie № 513 «onderlinge duels» | Christo Stoitsjkov 15' (pen.) Zlatko Jankov 43' |       |         | Vasil Levski Nationaal Stadion, Sofia Toeschouwers: 35.000 Scheidsrechter: Lim Kee Chong (MRT) |

|                                                                    |                                                             |       |                    |                                                                            |
| 13 mei WK 1994 kwalificatie № 514 «onderlinge duels» 19:00 (UTC+3) | Finland                                                     | 3 – 1 | Oostenrijk         | Veritasstadion, Turku Toeschouwers: 5.000 Scheidsrechter: John Ferry (NIR) |
| 13 mei WK 1994 kwalificatie № 514 «onderlinge duels» 19:00 (UTC+3) | Mika-Matti Paatelainen 17' Marko Rajamäki 20' Ari Hjelm 50' |       | 90' Michael Zisser | Veritasstadion, Turku Toeschouwers: 5.000 Scheidsrechter: John Ferry (NIR) |

|                                                       |         |       |        |                                                                                  |
| 16 juni WK 1994 kwalificatie № 515 «onderlinge duels» | Finland | 0 – 0 | Israël | Lahden Stadion, Lahti Toeschouwers: 4.620 Scheidsrechter: Vladimir Pyanikh (UKR) |
| 16 juni WK 1994 kwalificatie № 515 «onderlinge duels» |         |       |        | Lahden Stadion, Lahti Toeschouwers: 4.620 Scheidsrechter: Vladimir Pyanikh (UKR) |

|                                                           |                                                                        |       |         |                                                                                          |
| 25 augustus WK 1994 kwalificatie № 516 «onderlinge duels» | Oostenrijk                                                             | 3 – 0 | Finland | Ernst Happelstadion, Wenen Toeschouwers: 21.000 Scheidsrechter: Michal Listkiewicz (POL) |
| 25 augustus WK 1994 kwalificatie № 516 «onderlinge duels» | Dietmar Kühbauer 28' Heimo Pfeifenberger 42' Andreas Herzog 90' (pen.) |       |         | Ernst Happelstadion, Wenen Toeschouwers: 21.000 Scheidsrechter: Michal Listkiewicz (POL) |

|                                                                         |         |                                                |           |                                                                                  |
| 8 september WK 1994 kwalificatie № 517 «onderlinge duels» 19:00 (UTC+3) | Finland | 0 – 2                                          | Frankrijk | Ratinan Stadion, Tampere Toeschouwers: 7.200 Scheidsrechter: Stephen Lodge (ENG) |
| 8 september WK 1994 kwalificatie № 517 «onderlinge duels» 19:00 (UTC+3) |         | 47' Laurent Blanc 55' (pen.) Jean-Pierre Papin |           | Ratinan Stadion, Tampere Toeschouwers: 7.200 Scheidsrechter: Stephen Lodge (ENG) |

|                                                                        |                                                        |       |                                    |                                                                                          |
| 13 oktober WK 1994 kwalificatie № 518 «onderlinge duels» 19:00 (UTC+1) | Zweden                                                 | 3 – 2 | Finland                            | Råsunda Fotbollstadion, Stockholm Toeschouwers: 30.177 Scheidsrechter: Ahmet Çakar (TUR) |
| 13 oktober WK 1994 kwalificatie № 518 «onderlinge duels» 19:00 (UTC+1) | Martin Dahlin 27' Henrik Larsson 40' Martin Dahlin 45' |       | 14' Kim Suominen 60' Jari Litmanen | Råsunda Fotbollstadion, Stockholm Toeschouwers: 30.177 Scheidsrechter: Ahmet Çakar (TUR) |

|                                                           |                 |       |                                                     |                                                                                     |
| 10 november WK 1994 kwalificatie № 519 «onderlinge duels» | Israël          | 1 – 3 | Finland                                             | Ramat Ganstadion, Tel Aviv Toeschouwers: 10.000 Scheidsrechter: Daniel Roduit (SUI) |
| 10 november WK 1994 kwalificatie № 519 «onderlinge duels» | Ronen Arazi 90' |       | 54' Aki Hyryläinen 73' Ari Hjelm 82' Aki Hyryläinen | Ramat Ganstadion, Tel Aviv Toeschouwers: 10.000 Scheidsrechter: Daniel Roduit (SUI) |

### 1994
|                                                       |                   |       |         |                                                                         |
| 25 januari Vriendschappelijk № 520 «onderlinge duels» | Qatar             | 1 – 0 | Finland | Al-Ahlystadion, Doha Toeschouwers: 400 Scheidsrechter: Hani Saber (QAT) |
| 25 januari Vriendschappelijk № 520 «onderlinge duels» | Waleed Bakhit 44' |       |         | Al-Ahlystadion, Doha Toeschouwers: 400 Scheidsrechter: Hani Saber (QAT) |

|                                                       |       |       |         |                                                                   |
| 27 januari Vriendschappelijk № 521 «onderlinge duels» | Qatar | 0 – 0 | Finland | Al-Ahlystadion, Doha Toeschouwers: 1.400 Scheidsrechter: onbekend |
| 27 januari Vriendschappelijk № 521 «onderlinge duels» |       |       |         | Al-Ahlystadion, Doha Toeschouwers: 1.400 Scheidsrechter: onbekend |

|                                                       |      |                                     |         |                                                                                          |
| 30 januari Vriendschappelijk № 522 «onderlinge duels» | Oman | 0 – 2                               | Finland | El-Shorta Stadion, Muscat Toeschouwers: 500 Scheidsrechter: Sultan Saed Al-Mezahmi (OMA) |
| 30 januari Vriendschappelijk № 522 «onderlinge duels» |      | 10' Kim Suominen 82' Markku Kanerva |         | El-Shorta Stadion, Muscat Toeschouwers: 500 Scheidsrechter: Sultan Saed Al-Mezahmi (OMA) |

|                                                       |                              |       |                     |                                                                                                |
| 1 februari Vriendschappelijk № 523 «onderlinge duels» | Oman                         | 1 – 1 | Finland             | El-Shorta Stadion, Muscat Toeschouwers: 500 Scheidsrechter: Ali Al-Hosni Ali Bin Mubarak (OMA) |
| 1 februari Vriendschappelijk № 523 «onderlinge duels» | Doelpuntenmaker onbekend ??' |       | 50' Niclas Grönholm | El-Shorta Stadion, Muscat Toeschouwers: 500 Scheidsrechter: Ali Al-Hosni Ali Bin Mubarak (OMA) |

|                                                        |         |       |         |                                                                                              |
| 23 februari Vriendschappelijk № 524 «onderlinge duels» | Marokko | 0 – 0 | Finland | Stade Mohammed V, Casablanca Toeschouwers: 12.000 Scheidsrechter: Abdelaziz Bellaftouh (MAR) |
| 23 februari Vriendschappelijk № 524 «onderlinge duels» |         |       |         | Stade Mohammed V, Casablanca Toeschouwers: 12.000 Scheidsrechter: Abdelaziz Bellaftouh (MAR) |

|                                                                 |                                              |       |         |                                                                                      |
| 27 mei Vriendschappelijk № 525 «onderlinge duels» 20:30 (UTC+2) | Italië                                       | 2 – 0 | Finland | Stadio Ennio Tardini, Parma Toeschouwers: 16.714 Scheidsrechter: Laszló Vagner (HUN) |
| 27 mei Vriendschappelijk № 525 «onderlinge duels» 20:30 (UTC+2) | Giuseppe Signori 23' Pierluigi Casiraghi 67' |       |         | Stadio Ennio Tardini, Parma Toeschouwers: 16.714 Scheidsrechter: Laszló Vagner (HUN) |

|                                                                 |                   |       |                                        |                                                                                        |
| 2 juni Vriendschappelijk № 526 «onderlinge duels» 19:00 (UTC+3) | Finland           | 1 – 2 | Spanje                                 | Ratina Stadion, Tampere Toeschouwers: 10.251 Scheidsrechter: Christer Faellström (SWE) |
| 2 juni Vriendschappelijk № 526 «onderlinge duels» 19:00 (UTC+3) | Jari Litmanen 17' |       | 11' Felipe Miñambres 15' Julio Salinas | Ratina Stadion, Tampere Toeschouwers: 10.251 Scheidsrechter: Christer Faellström (SWE) |

|                                                                      |                                        |       |                  |                                                                           |
| 17 augustus Vriendschappelijk № 527 «onderlinge duels» 19:15 (UTC+2) | Denemarken                             | 2 – 1 | Finland          | Parken, Kopenhagen Toeschouwers: 7.692 Scheidsrechter: Günter Benkö (AUT) |
| 17 augustus Vriendschappelijk № 527 «onderlinge duels» 19:15 (UTC+2) | Brian Laudrup 66' Morten Wieghorst 74' |       | 40' Kim Suominen | Parken, Kopenhagen Toeschouwers: 7.692 Scheidsrechter: Günter Benkö (AUT) |

|                                                                         |         |                                     |           |                                                                                       |
| 7 september EK 1996 kwalificatie № 528 «onderlinge duels» 19:00 (UTC+3) | Finland | 0 – 2                               | Schotland | Olympisch Stadion, Helsinki Toeschouwers: 12.845 Scheidsrechter: Ryszard Wójcik (POL) |
| 7 september EK 1996 kwalificatie № 528 «onderlinge duels» 19:00 (UTC+3) |         | 29' Duncan Shearer 65' John Collins |           | Olympisch Stadion, Helsinki Toeschouwers: 12.845 Scheidsrechter: Ryszard Wójcik (POL) |

|                                                                        |                                                                                 |       |         |                                                                                             |
| 12 oktober EK 1996 kwalificatie № 529 «onderlinge duels» 20:00 (UTC+2) | Griekenland                                                                     | 4 – 0 | Finland | Kaftanzogliostadion, Thessaloniki Toeschouwers: 35.000 Scheidsrechter: Philippe Leduc (FRA) |
| 12 oktober EK 1996 kwalificatie № 529 «onderlinge duels» 20:00 (UTC+2) | Dimitris Markos 23' Daniel Batista Lima 70' Nikos Machlas 76' Nikos Machlas 90' |       |         | Kaftanzogliostadion, Thessaloniki Toeschouwers: 35.000 Scheidsrechter: Philippe Leduc (FRA) |

|                                                                     |         | |         |                                                                                   |
| 26 oktober Vriendschappelijk № 530 «onderlinge duels» 14:00 (UTC+2) | Estland | 0 – 7 | Finland | Kalevi Keskstaadion, Tallinn Toeschouwers: 500 Scheidsrechter: Roman Lajuks (LAT) |
| 26 oktober Vriendschappelijk № 530 «onderlinge duels» 14:00 (UTC+2) |         | 5' Anders Eriksson 19' Jukka Ruhanen 29' Antti Sumiala 31' Ari Hjelm 39' Ari Hjelm 41' Jukka Ruhanen 85' Joonas Kolkka |         | Kalevi Keskstaadion, Tallinn Toeschouwers: 500 Scheidsrechter: Roman Lajuks (LAT) |

|                                                                         | |       |         |                                                                                          |
| 16 november EK 1996 kwalificatie № 531 «onderlinge duels» 19:00 (UTC+2) | Finland | 5 – 0 | Faeröer | Olympisch Stadion, Helsinki Toeschouwers: 2.500 Scheidsrechter: Gylfi Thór Orrason (ISL) |
| 16 november EK 1996 kwalificatie № 531 «onderlinge duels» 19:00 (UTC+2) | Antti Sumiala 37' Jari Litmanen 53' Jari Litmanen 72' Mika-Matti Paatelainen 75' Mika-Matti Paatelainen 85' |       |         | Olympisch Stadion, Helsinki Toeschouwers: 2.500 Scheidsrechter: Gylfi Thór Orrason (ISL) |

|                                                                      |                                                  |       |         |                                                                                      |
| 30 november Vriendschappelijk № 532 «onderlinge duels» 21:30 (UTC+1) | Spanje                                           | 2 – 0 | Finland | Estadio La Rosaleda, Málaga Toeschouwers: 38.190 Scheidsrechter: David Elleray (ENG) |
| 30 november Vriendschappelijk № 532 «onderlinge duels» 21:30 (UTC+1) | Miguel Ángel Nadal 11' Ion Andoni Goikoetxea 86' |       |         | Estadio La Rosaleda, Málaga Toeschouwers: 38.190 Scheidsrechter: David Elleray (ENG) |

|                                                                         | |       |                               |                                                                                        |
| 14 december EK 1996 kwalificatie № 533 «onderlinge duels» 19:00 (UTC+2) | Finland | 4 – 1 | San Marino                    | Olympisch Stadion, Helsinki Toeschouwers: 3.140 Scheidsrechter: Hermann Albrecht (GER) |
| 14 december EK 1996 kwalificatie № 533 «onderlinge duels» 19:00 (UTC+2) | Mika-Matti Paatelainen 24' Mika-Matti Paatelainen 30' Mika-Matti Paatelainen 86' Mika-Matti Paatelainen 90' |       | 34' Pier Domenico Della Valle | Olympisch Stadion, Helsinki Toeschouwers: 3.140 Scheidsrechter: Hermann Albrecht (GER) |

### 1995
|                                                        |                                    |       |                                   |                                                                                                 |
| 16 februari Vriendschappelijk № 534 «onderlinge duels» | Trinidad en T.                     | 2 – 2 | Finland                           | Queen's Park Oval, Port of Spain Toeschouwers: 1.000 Scheidsrechter: Austin Eric Harewood (T&T) |
| 16 februari Vriendschappelijk № 534 «onderlinge duels» | Peter Prosper 44' Dexter Cyrus 88' |       | 52' Petri Helin 89' Joonas Kolkka | Queen's Park Oval, Port of Spain Toeschouwers: 1.000 Scheidsrechter: Austin Eric Harewood (T&T) |

|                                                                  |                                                                  |       |               |                                                                                    |
| 8 maart Vriendschappelijk № 535 «onderlinge duels» 16:15 (UTC+1) | Tsjechië                                                         | 4 – 1 | Finland       | Za Lužánkamistadion, Brno Toeschouwers: 7.745 Scheidsrechter: Bohdan Benedik (SVK) |
| 8 maart Vriendschappelijk № 535 «onderlinge duels» 16:15 (UTC+1) | Patrik Berger 8' Patrik Berger 45' Petr Samec 56' Petr Samec 88' |       | 71' Ari Hjelm | Za Lužánkamistadion, Brno Toeschouwers: 7.745 Scheidsrechter: Bohdan Benedik (SVK) |

|                                                                      |            |                                     |         |                                                                                  |
| 29 maart EK 1996 kwalificatie № 536 «onderlinge duels» 19:00 (UTC+3) | San Marino | 0 – 2                               | Finland | Stadio Olimpico, Serravalle Toeschouwers: 824 Scheidsrechter: David Suheil (ISR) |
| 29 maart EK 1996 kwalificatie № 536 «onderlinge duels» 19:00 (UTC+3) |            | 45' Jari Litmanen 67' Antti Sumiala |         | Stadio Olimpico, Serravalle Toeschouwers: 824 Scheidsrechter: David Suheil (ISR) |

|                                                                      |         |                                                                             |         |                                                                            |
| 26 april EK 1996 kwalificatie № 537 «onderlinge duels» 19:00 (UTC+1) | Faeröer | 0 – 4                                                                       | Finland | Svangaskarð, Toftir Toeschouwers: 1.338 Scheidsrechter: Alan Howells (WAL) |
| 26 april EK 1996 kwalificatie № 537 «onderlinge duels» 19:00 (UTC+1) |         | 54' Ari Hjelm 74' Mika-Matti Paatelainen 77' Janne Lindberg 82' Petri Helin |         | Svangaskarð, Toftir Toeschouwers: 1.338 Scheidsrechter: Alan Howells (WAL) |

|                                                                 |         |                 |            |                                                                                    |
| 31 mei Vriendschappelijk № 538 «onderlinge duels» 19:30 (UTC+3) | Finland | 0 – 1           | Denemarken | Olympisch Stadion, Helsinki Toeschouwers: 7.112 Scheidsrechter: René Temmink (NED) |
| 31 mei Vriendschappelijk № 538 «onderlinge duels» 19:30 (UTC+3) |         | 74' Mikkel Beck |            | Olympisch Stadion, Helsinki Toeschouwers: 7.112 Scheidsrechter: René Temmink (NED) |

|                                                                     |                                        |       |                     |                                                                                    |
| 11 juni EK 1996 kwalificatie № 539 «onderlinge duels» 19:00 (UTC+3) | Finland                                | 2 – 1 | Griekenland         | Olympisch Stadion, Helsinki Toeschouwers: 10.500 Scheidsrechter: Helmut Krug (GER) |
| 11 juni EK 1996 kwalificatie № 539 «onderlinge duels» 19:00 (UTC+3) | Jari Litmanen 45' (pen.) Ari Hjelm 54' |       | 6' Demis Nikolaidis | Olympisch Stadion, Helsinki Toeschouwers: 10.500 Scheidsrechter: Helmut Krug (GER) |

|                                                                         |         | |         |                                                                                    |
| 16 augustus EK 1996 kwalificatie № 540 «onderlinge duels» 19:00 (UTC+3) | Finland | 0 – 6 | Rusland | Olympisch Stadion, Helsinki Toeschouwers: 14.210 Scheidsrechter: Sándor Puhl (HUN) |
| 16 augustus EK 1996 kwalificatie № 540 «onderlinge duels» 19:00 (UTC+3) |         | 33' Vasili Kulkov 41' Valeri Karpin 43' Dmitri Radtsjenko 49' Vasili Kulkov 66' Igor Kolyvanov 69' Igor Kolyvanov |         | Olympisch Stadion, Helsinki Toeschouwers: 14.210 Scheidsrechter: Sándor Puhl (HUN) |

|                                                                         |                 |       |         |                                                                                   |
| 6 september EK 1996 kwalificatie № 541 «onderlinge duels» 20:00 (UTC+1) | Schotland       | 1 – 0 | Finland | Hampden Park, Glasgow Toeschouwers: 35.505 Scheidsrechter: Vasily Melnichuk (UKR) |
| 6 september EK 1996 kwalificatie № 541 «onderlinge duels» 20:00 (UTC+1) | Scott Booth 10' |       |         | Hampden Park, Glasgow Toeschouwers: 35.505 Scheidsrechter: Vasily Melnichuk (UKR) |

|                                                                    |         |       |         |                                                                                    |
| 4 oktober Vriendschappelijk № 542 «onderlinge duels» 19:00 (UTC+3) | Finland | 0 – 0 | Turkije | Olympisch Stadion, Helsinki Toeschouwers: 3.150 Scheidsrechter: Tore Hollung (NOR) |
| 4 oktober Vriendschappelijk № 542 «onderlinge duels» 19:00 (UTC+3) |         |       |         | Olympisch Stadion, Helsinki Toeschouwers: 3.150 Scheidsrechter: Tore Hollung (NOR) |

|                                                                         |                                                             |       |                  |                                                                                |
| 15 november EK 1996 kwalificatie № 543 «onderlinge duels» 20:00 (UTC+3) | Rusland                                                     | 3 – 1 | Finland          | Luzhniki Stadion, Moskou Toeschouwers: 3.505 Scheidsrechter: Markus Merk (GER) |
| 15 november EK 1996 kwalificatie № 543 «onderlinge duels» 20:00 (UTC+3) | Dmitri Radtsjenko 40' Vasili Kulkov 55' Sergej Kirjakov 70' |       | 45' Kim Suominen | Luzhniki Stadion, Moskou Toeschouwers: 3.505 Scheidsrechter: Markus Merk (GER) |

### 1996
|                                                |                         |       |         |                                                                           |
| 9 februari King's Cup № 544 «onderlinge duels» | Thailand                | 1 – 0 | Finland | Rajamangala Stadion, Bangkok Toeschouwers: 5.000 Scheidsrechter: onbekend |
| 9 februari King's Cup № 544 «onderlinge duels» | Natipong Sritong-in 75' |       |         | Rajamangala Stadion, Bangkok Toeschouwers: 5.000 Scheidsrechter: onbekend |

|                                                 |            |       |         |                                                                            |
| 11 februari King's Cup № 545 «onderlinge duels» | Denemarken | 0 – 0 | Finland | Rajamangala Stadion, Bangkok Toeschouwers: 10.000 Scheidsrechter: onbekend |
| 11 februari King's Cup № 545 «onderlinge duels» |            |       |         | Rajamangala Stadion, Bangkok Toeschouwers: 10.000 Scheidsrechter: onbekend |

|                                                 |                    |       |                      |                                                                                          |
| 13 februari King's Cup № 546 «onderlinge duels» | Finland            | 0 – 0 | Roemenië             | Rajamangala Stadion, Bangkok Toeschouwers: 15.000 Scheidsrechter: Pirom Un-Prasert (THA) |
| 13 februari King's Cup № 546 «onderlinge duels» | Jukka Koskinen 15' |       | 36' Iulian Filipescu | Rajamangala Stadion, Bangkok Toeschouwers: 15.000 Scheidsrechter: Pirom Un-Prasert (THA) |

|                                                 | |       |                                    |                                                                            |
| 16 februari King's Cup № 547 «onderlinge duels» | Thailand | 5 – 2 | Finland                            | Rajamangala Stadion, Bangkok Toeschouwers: 15.000 Scheidsrechter: onbekend |
| 16 februari King's Cup № 547 «onderlinge duels» | Natipong Sritong-in 40' Natipong Sritong-in 51' Thawa Damrong-Ongtrakul 55' Kiatisuk Senamuang 61' Natipong Sritong-in 83' |       | 31' Harri Ylönen 64' Kari Rissanen | Rajamangala Stadion, Bangkok Toeschouwers: 15.000 Scheidsrechter: onbekend |

|                                                     |         |                       |         | |
| 16 maart Vriendschappelijk № 548 «onderlinge duels» | Koeweit | 0 – 1                 | Finland | Al-Sadaqua Walsalamstadion, Koeweit Stad Toeschouwers: 5.000 Scheidsrechter: Khaled Abul Sadeq (KUW) |
| 16 maart Vriendschappelijk № 548 «onderlinge duels» |         | 89' Jonatan Johansson |         | Al-Sadaqua Walsalamstadion, Koeweit Stad Toeschouwers: 5.000 Scheidsrechter: Khaled Abul Sadeq (KUW) |

|                                                                |                                     |       |         |                                                                                            |
| 29 mei Vriendschappelijk № 549 «onderlinge duels» 20:45(UTC+2) | Frankrijk                           | 2 – 0 | Finland | Stade de la Meinau, Straatsburg Toeschouwers: 27.156 Scheidsrechter: Edgar Steinborn (GER) |
| 29 mei Vriendschappelijk № 549 «onderlinge duels» 20:45(UTC+2) | Patrice Loko 15' Reynald Pedros 17' |       |         | Stade de la Meinau, Straatsburg Toeschouwers: 27.156 Scheidsrechter: Edgar Steinborn (GER) |

|                                                                |                   |       |                                         |                                                                                        |
| 2 juni Vriendschappelijk № 550 «onderlinge duels» 19:00(UTC+3) | Finland           | 1 – 2 | Turkije                                 | Olympisch Stadion, Helsinki Toeschouwers: 9.000 Scheidsrechter: Jørn West Larsen (DEN) |
| 2 juni Vriendschappelijk № 550 «onderlinge duels» 19:00(UTC+3) | Jari Litmanen 24' |       | 34' Tugay Kerimoğlu 54' Saffet Sancaklı | Olympisch Stadion, Helsinki Toeschouwers: 9.000 Scheidsrechter: Jørn West Larsen (DEN) |

|                                                                     |         |       |         |                                                                               |
| 14 augustus Vriendschappelijk № 551 «onderlinge duels» 18:30(UTC+3) | Letland | 0 – 0 | Finland | Daugavastadion, Riga Toeschouwers: 5.500 Scheidsrechter: Oleg Timofeyev (EST) |
| 14 augustus Vriendschappelijk № 551 «onderlinge duels» 18:30(UTC+3) |         |       |         | Daugavastadion, Riga Toeschouwers: 5.500 Scheidsrechter: Oleg Timofeyev (EST) |

|                                                                        |                  |       |         |                                                                                  |
| 1 september WK 1998 kwalificatie № 552 «onderlinge duels» 18:30(UTC+2) | Hongarije        | 1 – 0 | Finland | Népstadion, Boedapest Toeschouwers: 14.500 Scheidsrechter: Hartmut Strampe (GER) |
| 1 september WK 1998 kwalificatie № 552 «onderlinge duels» 18:30(UTC+2) | Ferenc Orosz 15' |       |         | Népstadion, Boedapest Toeschouwers: 14.500 Scheidsrechter: Hartmut Strampe (GER) |

|                                                                      |                                     |       |                                                         |                                                                                          |
| 6 oktober WK 1998 kwalificatie № 553 «onderlinge duels» 19:00(UTC+3) | Finland                             | 2 – 3 | Zwitserland                                             | Olympisch Stadion, Helsinki Toeschouwers: 7.217 Scheidsrechter: Gylfi Thór Orrason (ISL) |
| 6 oktober WK 1998 kwalificatie № 553 «onderlinge duels» 19:00(UTC+3) | Antti Sumiala 41' Joonas Kolkka 75' |       | 14' Massimo Lombardo 34' Ciriaco Sforza 54' Murat Yakin | Olympisch Stadion, Helsinki Toeschouwers: 7.217 Scheidsrechter: Gylfi Thór Orrason (ISL) |

|                                                       |                                    |       |                                 |                                                                               |
| 30 oktober Vriendschappelijk № 554 «onderlinge duels» | Finland                            | 2 – 2 | Estland                         | Arto Tolsa Areena, Kotka Toeschouwers: 925 Scheidsrechter: Roman Lajuks (LAT) |
| 30 oktober Vriendschappelijk № 554 «onderlinge duels» | Tommi Grönlund 74' Antti Pohja 88' |       | 65' Meelis Rooba 80' Urmas Kirs | Arto Tolsa Areena, Kotka Toeschouwers: 925 Scheidsrechter: Roman Lajuks (LAT) |

### 1997
|                                                                      |                    |       |                   |                                                                                        |
| 12 februari Vriendschappelijk № 555 «onderlinge duels» 20:00 (UTC+2) | Turkije            | 1 – 1 | Finland           | Denizli Atatürkstadion, Denizli Toeschouwers: 15.738 Scheidsrechter: Marcel Lica (ROM) |
| 12 februari Vriendschappelijk № 555 «onderlinge duels» 20:00 (UTC+2) | Tolunay Kafkas 27' |       | 16' Jari Litmanen | Denizli Atatürkstadion, Denizli Toeschouwers: 15.738 Scheidsrechter: Marcel Lica (ROM) |

|                                                                |                                                          |       |                   |                                                                              |
| 21 februari Dunhill Cup № 556 «onderlinge duels» 21:30 (UTC+8) | Maleisië                                                 | 2 – 1 | Finland           | Merdekastadion, Kuala Lumpur Toeschouwers: onbekend Scheidsrechter: onbekend |
| 21 februari Dunhill Cup № 556 «onderlinge duels» 21:30 (UTC+8) | Kalasigaram Sanbagamaran 6' Kalasigaram Sanbagamaran 75' |       | 55' Toni Tervonen | Merdekastadion, Kuala Lumpur Toeschouwers: onbekend Scheidsrechter: onbekend |

|                                                                |                             |       |                     |                                                                              |
| 23 februari Dunhill Cup № 557 «onderlinge duels» 19:30 (UTC+8) | China                       | 2 – 1 | Finland             | Merdekastadion, Kuala Lumpur Toeschouwers: onbekend Scheidsrechter: onbekend |
| 23 februari Dunhill Cup № 557 «onderlinge duels» 19:30 (UTC+8) | Li Ming 16' Hao Haidong 55' |       | 53' Saku Puhakainen | Merdekastadion, Kuala Lumpur Toeschouwers: onbekend Scheidsrechter: onbekend |

|                                                                |                    |       |           |                                                                              |
| 25 februari Dunhill Cup № 558 «onderlinge duels» 19:30 (UTC+8) | Finland            | 1 – 0 | Singapore | Merdekastadion, Kuala Lumpur Toeschouwers: onbekend Scheidsrechter: onbekend |
| 25 februari Dunhill Cup № 558 «onderlinge duels» 19:30 (UTC+8) | Saku Puhakainen 6' |       |           | Merdekastadion, Kuala Lumpur Toeschouwers: onbekend Scheidsrechter: onbekend |

|                                                                     |                       |       |                                              |                                                                                       |
| 2 april WK 1998 kwalificatie № 559 «onderlinge duels» 20:00 (UTC+5) | Azerbeidzjan          | 1 – 2 | Finland                                      | Tofikh Bakhramovstadion, Bakoe Toeschouwers: 75.055 Scheidsrechter: Graham Poll (ENG) |
| 2 april WK 1998 kwalificatie № 559 «onderlinge duels» 20:00 (UTC+5) | Nazim Souleimanov 83' |       | 26' Jari Litmanen 64' Mika-Matti Paatelainen | Tofikh Bakhramovstadion, Bakoe Toeschouwers: 75.055 Scheidsrechter: Graham Poll (ENG) |

|                                                                      |                         |       |                   |                                                                              |
| 30 april WK 1998 kwalificatie № 560 «onderlinge duels» 20:00 (UTC+2) | Noorwegen               | 1 – 1 | Finland           | Ullevaalstadion, Oslo Toeschouwers: 22.287 Scheidsrechter: Markus Merk (GER) |
| 30 april WK 1998 kwalificatie № 560 «onderlinge duels» 20:00 (UTC+2) | Ole Gunnar Solskjær 83' |       | 60' Antti Sumiala | Ullevaalstadion, Oslo Toeschouwers: 22.287 Scheidsrechter: Markus Merk (GER) |

|                                                                    |                                                      |       |              |                                                                                    |
| 8 juni WK 1998 kwalificatie № 561 «onderlinge duels» 19:00 (UTC+3) | Finland                                              | 3 – 0 | Azerbeidzjan | Olympisch Stadion, Helsinki Toeschouwers: 13.417 Scheidsrechter: Alain Hamer (LUX) |
| 8 juni WK 1998 kwalificatie № 561 «onderlinge duels» 19:00 (UTC+3) | Jari Vanhala 60' Jari Litmanen 65' Antti Sumiala 82' |       |              | Olympisch Stadion, Helsinki Toeschouwers: 13.417 Scheidsrechter: Alain Hamer (LUX) |

|                                                                         |         |                                                                       |           |                                                                                     |
| 20 augustus WK 1998 kwalificatie № 562 «onderlinge duels» 19:00 (UTC+3) | Finland | 0 – 4                                                                 | Noorwegen | Olympisch Stadion, Helsinki Toeschouwers: 15.000 Scheidsrechter: Vadzim Zjoek (BLR) |
| 20 augustus WK 1998 kwalificatie № 562 «onderlinge duels» 19:00 (UTC+3) |         | 8' Ståle Solbakken 12' Petter Rudi 48' Jostein Flo 84' Tore André Flo |           | Olympisch Stadion, Helsinki Toeschouwers: 15.000 Scheidsrechter: Vadzim Zjoek (BLR) |

|                                                                         |                 |       |                                     | |
| 6 september WK 1998 kwalificatie № 563 «onderlinge duels» 20:15 (UTC+2) | Zwitserland     | 1 – 2 | Finland                             | Stade Olympique de la Pontaise, Lausanne Toeschouwers: 15.000 Scheidsrechter: Stefano Braschi (ITA) |
| 6 september WK 1998 kwalificatie № 563 «onderlinge duels» 20:15 (UTC+2) | Adrian Kunz 90' |       | 16' Jari Litmanen 79' Antti Sumiala | Stade Olympique de la Pontaise, Lausanne Toeschouwers: 15.000 Scheidsrechter: Stefano Braschi (ITA) |

|                                                                        |                   |       |                    |                                                                                        |
| 11 oktober WK 1998 kwalificatie № 564 «onderlinge duels» 19:00 (UTC+3) | Finland           | 1 – 1 | Hongarije          | Olympisch Stadion, Helsinki Toeschouwers: 31.670 Scheidsrechter: Bernd Heynemann (GER) |
| 11 oktober WK 1998 kwalificatie № 564 «onderlinge duels» 19:00 (UTC+3) | Antti Sumiala 63' |       | 90+6' Vilmos Sebők | Olympisch Stadion, Helsinki Toeschouwers: 31.670 Scheidsrechter: Bernd Heynemann (GER) |

### 1998
|                                                                   |                   |       |                       |                                                                                     |
| 5 februari Cyprus Toernooi № 565 «onderlinge duels» 15:00 (UTC+2) | Cyprus            | 1 – 1 | Finland               | Tsirionstadion, Limasol Toeschouwers: 1.050 Scheidsrechter: Andreas Georghiou (CYP) |
| 5 februari Cyprus Toernooi № 565 «onderlinge duels» 15:00 (UTC+2) | Ioannis Okkas 70' |       | 31' Jonatan Johansson | Tsirionstadion, Limasol Toeschouwers: 1.050 Scheidsrechter: Andreas Georghiou (CYP) |

|                                                                   |         |                                         |           |                                                                               |
| 9 februari Cyprus Toernooi № 566 «onderlinge duels» 15:00 (UTC+2) | Finland | 0 – 2                                   | Slowakije | GSZ-stadion, Larnaca Toeschouwers: 300 Scheidsrechter: Costas Kapitanis (CYP) |
| 9 februari Cyprus Toernooi № 566 «onderlinge duels» 15:00 (UTC+2) |         | 32' (pen.) Dušan Tittel 52' Jozef Pisár |           | GSZ-stadion, Larnaca Toeschouwers: 300 Scheidsrechter: Costas Kapitanis (CYP) |

|                                                                   |       |                                   |         |                                                                                   |
| 25 maart Vriendschappelijk № 567 «onderlinge duels» 20:00 (UTC+1) | Malta | 0 – 2                             | Finland | Ta' Qalistadion, Ta' Qali Toeschouwers: 2.500 Scheidsrechter: Livio Bazzoli (ITA) |
| 25 maart Vriendschappelijk № 567 «onderlinge duels» 20:00 (UTC+1) |       | 1' Aki Riihilahti 51' Jarkko Wiss |         | Ta' Qalistadion, Ta' Qali Toeschouwers: 2.500 Scheidsrechter: Livio Bazzoli (ITA) |

|                                                                   |                    |       |                       |                                                                                   |
| 22 april Vriendschappelijk № 568 «onderlinge duels» 20:00 (UTC+1) | Schotland          | 1 – 1 | Finland               | Easter Road, Edinburgh Toeschouwers: 14.315 Scheidsrechter: Herman van Dijk (NED) |
| 22 april Vriendschappelijk № 568 «onderlinge duels» 20:00 (UTC+1) | Darren Jackson 15' |       | 10' Jonatan Johansson | Easter Road, Edinburgh Toeschouwers: 14.315 Scheidsrechter: Herman van Dijk (NED) |

|                                                                 |         |       |           |                                                                                        |
| 27 mei Vriendschappelijk № 569 «onderlinge duels» 20:30 (UTC+3) | Finland | 0 – 0 | Duitsland | Olympisch Stadion, Helsinki Toeschouwers: 18.417 Scheidsrechter: Claus Bo Larsen (DEN) |
| 27 mei Vriendschappelijk № 569 «onderlinge duels» 20:30 (UTC+3) |         |       |           | Olympisch Stadion, Helsinki Toeschouwers: 18.417 Scheidsrechter: Claus Bo Larsen (DEN) |

|                                                                 |         |                     |           |                                                                                      |
| 5 juni Vriendschappelijk № 570 «onderlinge duels» 19:00 (UTC+3) | Finland | 0 – 1               | Frankrijk | Olympisch Stadion, Helsinki Toeschouwers: 21.619 Scheidsrechter: Konrad Plautz (AUT) |
| 5 juni Vriendschappelijk № 570 «onderlinge duels» 19:00 (UTC+3) |         | 83' David Trezeguet |           | Olympisch Stadion, Helsinki Toeschouwers: 21.619 Scheidsrechter: Konrad Plautz (AUT) |

|                                                                      |           |       |         |                                                                                    |
| 19 augustus Vriendschappelijk № 571 «onderlinge duels» 20:15 (UTC+2) | Slowakije | 0 – 0 | Finland | Štadión Lokomotíva, Košice Toeschouwers: 3.220 Scheidsrechter: Miroslav Liba (CZE) |
| 19 augustus Vriendschappelijk № 571 «onderlinge duels» 20:15 (UTC+2) |           |       |         | Štadión Lokomotíva, Košice Toeschouwers: 3.220 Scheidsrechter: Miroslav Liba (CZE) |

|                                                                         |                                                                   |       |                               |                                                                                      |
| 5 september EK 2000 kwalificatie № 572 «onderlinge duels» 19:00 (UTC+3) | Finland                                                           | 3 – 2 | Moldavië                      | Olympisch Stadion, Helsinki Toeschouwers: 18.716 Scheidsrechter: Graham Barber (ENG) |
| 5 september EK 2000 kwalificatie № 572 «onderlinge duels» 19:00 (UTC+3) | Joonas Kolkka 8' Jonatan Johansson 44' Mika-Matti Paatelainen 63' |       | 10' Igor Oprea 12' Igor Oprea | Olympisch Stadion, Helsinki Toeschouwers: 18.716 Scheidsrechter: Graham Barber (ENG) |

|                                                                        |                   |       |         |                                                                              |
| 10 oktober EK 2000 kwalificatie № 573 «onderlinge duels» 15:00 (UTC+1) | Noord-Ierland     | 1 – 0 | Finland | Windsor Park, Belfast Toeschouwers: 10.002 Scheidsrechter: Zoran Arsić (YUG) |
| 10 oktober EK 2000 kwalificatie № 573 «onderlinge duels» 15:00 (UTC+1) | Keith Rowland 36' |       |         | Windsor Park, Belfast Toeschouwers: 10.002 Scheidsrechter: Zoran Arsić (YUG) |

|                                                                        |                       |       |                                                                   |                                                                                        |
| 14 oktober EK 2000 kwalificatie № 574 «onderlinge duels» 20:30 (UTC+3) | Turkije               | 1 – 3 | Finland                                                           | Ali Sami Yenstadion, Istanbul Toeschouwers: 20.240 Scheidsrechter: Václav Krondl (CZE) |
| 14 oktober EK 2000 kwalificatie № 574 «onderlinge duels» 20:30 (UTC+3) | Ogün Temizkanoğlu 73' |       | 5' Mika-Matti Paatelainen 51' Jonatan Johansson 90' Jari Litmanen | Ali Sami Yenstadion, Istanbul Toeschouwers: 20.240 Scheidsrechter: Václav Krondl (CZE) |

### 1999
|                                                                     |                                                    |       |                        |                                                                                 |
| 3 februari Vriendschappelijk № 575 «onderlinge duels» 20:00 (UTC+2) | Griekenland                                        | 2 – 1 | Finland                | GSZ-stadion, Larnaca Toeschouwers: 2.000 Scheidsrechter: Costas Kapitanis (CYP) |
| 3 februari Vriendschappelijk № 575 «onderlinge duels» 20:00 (UTC+2) | Demis Nikolaidis 67' (pen.) Grigoris Georgatos 88' |       | 63' Petteri Kaijasilta | GSZ-stadion, Larnaca Toeschouwers: 2.000 Scheidsrechter: Costas Kapitanis (CYP) |

|                                                                     |                                                      |       |                |                                                                                         |
| 5 februari Vriendschappelijk № 576 «onderlinge duels» 18:00 (UTC+2) | Cyprus                                               | 2 – 1 | Finland        | Paralimnistadion, Paralimni Toeschouwers: 1.000 Scheidsrechter: Andreas Georghiou (CYP) |
| 5 februari Vriendschappelijk № 576 «onderlinge duels» 18:00 (UTC+2) | Lasse Karjalainen 39' (e.d.) Nick Papavassiliou 101' |       | 6' Antti Pohja | Paralimnistadion, Paralimni Toeschouwers: 1.000 Scheidsrechter: Andreas Georghiou (CYP) |

|                                                                      |                       |       |                       |                                                                                  |
| 10 februari Vriendschappelijk № 577 «onderlinge duels» 17:30 (UTC+1) | Finland               | 1 – 1 | Polen                 | Ta' Qalistadion, Ta' Qali Toeschouwers: 300 Scheidsrechter: Emanuel Zammit (MLT) |
| 10 februari Vriendschappelijk № 577 «onderlinge duels» 17:30 (UTC+1) | Jonatan Johansson 20' |       | 1' Wojciech Kowalczyk | Ta' Qalistadion, Ta' Qali Toeschouwers: 300 Scheidsrechter: Emanuel Zammit (MLT) |

|                                                                      |                                       |       |         |                                                                                         |
| 31 maart EK 2000 kwalificatie № 578 «onderlinge duels» 20:30 (UTC+2) | Duitsland                             | 2 – 0 | Finland | Frankenstadion, Neurenberg Toeschouwers: 40.758 Scheidsrechter: Sergei Khussainov (RUS) |
| 31 maart EK 2000 kwalificatie № 578 «onderlinge duels» 20:30 (UTC+2) | Jens Jeremies 31' Oliver Neuville 37' |       |         | Frankenstadion, Neurenberg Toeschouwers: 40.758 Scheidsrechter: Sergei Khussainov (RUS) |

|                                                                   |                           |       |                             |                                                                                             |
| 28 april Vriendschappelijk № 579 «onderlinge duels» 18:00 (UTC+2) | Slovenië                  | 1 – 1 | Finland                     | ŽŠD Ljubljana Stadion, Ljubljana Toeschouwers: 2.000 Scheidsrechter: Fiorenzo Treossi (ITA) |
| 28 april Vriendschappelijk № 579 «onderlinge duels» 18:00 (UTC+2) | Zlatko Zahovič 62' (pen.) |       | 22' (pen.) Mixu Paatelainen | ŽŠD Ljubljana Stadion, Ljubljana Toeschouwers: 2.000 Scheidsrechter: Fiorenzo Treossi (ITA) |

|                                                                    |                                        |       |                                                                       |                                                                                 |
| 5 juni EK 2000 kwalificatie № 581 «onderlinge duels» 19:00 (UTC+3) | Finland                                | 2 – 4 | Turkije                                                               | Olympisch Stadion, Helsinki Toeschouwers: 36.042 Scheidsrechter: Dick Jol (NED) |
| 5 juni EK 2000 kwalificatie № 581 «onderlinge duels» 19:00 (UTC+3) | Hannu Tihinen 10' Mixu Paatelainen 14' |       | 25' Tayfur Havutçu 34' Hakan Şükür 84' Tayfur Havutçu 87' Hakan Şükür | Olympisch Stadion, Helsinki Toeschouwers: 36.042 Scheidsrechter: Dick Jol (NED) |

|                                                                    |          |       |         |                                                                                           |
| 9 juni EK 2000 kwalificatie № 581 «onderlinge duels» 19:00 (UTC+3) | Moldavië | 0 – 0 | Finland | Stadionul Republican, Chisinau Toeschouwers: 6.100 Scheidsrechter: Fiorenzo Treossi (ITA) |
| 9 juni EK 2000 kwalificatie № 581 «onderlinge duels» 19:00 (UTC+3) |          |       |         | Stadionul Republican, Chisinau Toeschouwers: 6.100 Scheidsrechter: Fiorenzo Treossi (ITA) |

|                                                                      |                                                     |       |                                                                               |                                                                                  |
| 18 augustus Vriendschappelijk № 582 «onderlinge duels» 20:00 (UTC+2) | België                                              | 3 – 4 | Finland                                                                       | Jan Breydelstadion, Brugge Toeschouwers: 8.000 Scheidsrechter: Alain Hamer (LUX) |
| 18 augustus Vriendschappelijk № 582 «onderlinge duels» 20:00 (UTC+2) | Sandy Martens 41' Marc Wilmots 58' Émile Mpenza 70' |       | 31' Jarkko Wiss 45' Jonatan Johansson 53' Jonatan Johansson 62' Mika Lehkosuo | Jan Breydelstadion, Brugge Toeschouwers: 8.000 Scheidsrechter: Alain Hamer (LUX) |

|                                                                         |                 |       |                                        |                                                                                            |
| 4 september EK 2000 kwalificatie № 583 «onderlinge duels» 20:00 (UTC+3) | Finland         | 1 – 2 | Duitsland                              | Olympisch Stadion, Helsinki Toeschouwers: 20.184 Scheidsrechter: Antonio López Nieto (ESP) |
| 4 september EK 2000 kwalificatie № 583 «onderlinge duels» 20:00 (UTC+3) | Janne Salli 63' |       | 2' Oliver Bierhoff 17' Oliver Bierhoff | Olympisch Stadion, Helsinki Toeschouwers: 20.184 Scheidsrechter: Antonio López Nieto (ESP) |

|                                                                       |                                                                          |       |                  |                                                                                    |
| 9 oktober EK 2000 kwalificatie № 584 «onderlinge duels» 19:00 (UTC+3) | Finland                                                                  | 4 – 1 | Noord-Ierland    | Olympisch Stadion, Helsinki Toeschouwers: 8.217 Scheidsrechter: Amand Ancion (BEL) |
| 9 oktober EK 2000 kwalificatie № 584 «onderlinge duels» 19:00 (UTC+3) | Jonatan Johansson 9' Sami Hyypiä 63' Joonas Kolkka 73' Joonas Kolkka 83' |       | 59' Jeff Whitley | Olympisch Stadion, Helsinki Toeschouwers: 8.217 Scheidsrechter: Amand Ancion (BEL) |

Finse voetbalbond · A-internationals · Bondscoaches · Statistieken · Fins vrouwenelftal · Olympisch elftal · Finland U21 · Finland U20 · Finland U19 · Finland U18 · Finland U17 · Finland U16
1911 – 1919 ·
1920 – 1929 ·
1930 – 1939 ·
1940 – 1949 ·
1950 – 1959 ·
1960 – 1969 ·
1970 – 1979 ·
1980 – 1989 ·
1990 – 1999 ·
2000 – 2009 ·
2010 – 2019 ·
2020 − 2029
EK 2020
OS 1912 ·
OS 1936 ·
OS 1952 ·
OS 1980
1911 · 
1912 · 
1913 · 
1914 · 
1915 · 1916 · 1917 · 1918 · 
1919 · 
1920 · 
1921 · 
1922 · 
1923 · 
1924 · 
1925 · 
1926 · 
1927 · 
1928 · 
1929 · 
1930 · 
1931 · 
1932 · 
1933 · 
1934 · 
1935 · 
1936 · 
1937 · 
1938 · 
1939 · 
1940 · 
1941 · 
1942 · 
1943 · 
1944 · 
1945 · 
1946 · 
1947 · 
1948 · 
1949 · 
1950 · 
1952 · 
1952 · 
1953 · 
1954 · 
1955 · 
1956 · 
1957 · 
1958 · 
1959 · 
1960 · 
1961 · 
1962 · 
1963 · 
1964 · 
1965 · 
1966 · 
1967 · 
1968 · 
1969 · 
1970 · 
1971 · 
1972 · 
1973 · 
1974 · 
1975 · 
1976 · 
1977 · 
1978 · 
1979 · 
1980 · 
1981 · 
1982 · 
1983 · 
1984 · 
1985 · 
1986 · 
1987 · 
1988 · 
1989 · 
1990 · 
1991 · 
1992 · 
1993 · 
1994 · 
1995 · 
1996 · 
1997 · 
1998 · 
1999 · 
2000 · 
2001 · 
2002 · 
2003 · 
2004 · 
2005 · 
2006 · 
2007 · 
2008 · 
2009 · 
2010 · 
2011 · 
2012 · 
2013 · 
2014 · 
2015 · 
2016 · 
2017 · 
2018 ·
2019 ·
2020
Albanië ·
Algerije ·
Andorra ·
Armenië ·
Azerbeidzjan ·
Bahrein ·
Barbados ·
België ·
Bermuda ·
Bolivia ·
Bosnië en Herzegovina ·
Brazilië ·
Bulgarije ·
Canada ·
Chili ·
China ·
Colombia ·
Costa Rica ·
Cyprus ·
Denemarken ·
DDR ·
(West-)Duitsland ·
Ecuador ·
Egypte ·
Engeland ·
Estland ·
Faeröer ·
Frankrijk ·
Georgië ·
Griekenland ·
Honduras ·
Hongarije ·
Ierland ·
IJsland ·
India ·
Irak ·
Israël ·
Italië ·
Japan ·
Jemen ·
Joegoslavië ·
Jordanië ·
Kameroen ·
Kazachstan ·
Koeweit ·
Kosovo ·
Kroatië ·
Letland ·
Liechtenstein ·
Litouwen ·
Luxemburg ·
Maleisië ·
Malta ·
Marokko ·
Mexico ·
Moldavië ·
Montenegro ·
Nederland ·
Noord-Ierland ·
Noord-Korea ·
Noord-Macedonië ·
Noorwegen ·
Oekraïne · 
Oman ·
Oostenrijk ·
Peru ·
Polen ·
Portugal ·
Qatar ·
Roemenië ·
Rusland ·
San Marino ·
Saoedi-Arabië ·
Schotland ·
Servië ·
Servië en Montenegro ·
Singapore ·
Slovenië ·
Slowakije ·
Sovjet-Unie ·
Spanje ·
Thailand ·
Trinidad en Tobago ·
Tsjechië ·
Tsjecho-Slowakije ·
Tunesië ·
Turkije ·
Uruguay ·
Verenigde Arabische Emiraten ·
Verenigde Staten ·
Wales ·
Wit-Rusland ·
Zuid-Korea ·
Zweden ·
Zwitserland
België (2021) · 
Denemarken (2021) · 
Rusland (2021)
CONMEBOL: Bolivia · Chili  · Colombia · Ecuador · Uruguay · Venezuela

UEFA: Albanië · Andorra · Armenië · Azerbeidzjan · België · Bosnië en Herzegovina · Bulgarije · Cyprus · Denemarken · (West-)Duitsland · Duitse Democratische Republiek · Engeland · Estland · Faeröer · Finland · Frankrijk · Georgië · Griekenland · Hongarije · IJsland · Ierland · Israël · Italië · Joegoslavië · Kroatië · Letland · Liechtenstein · Litouwen · Luxemburg · Malta · Moldavië · Nederland · Noord-Ierland · Noord-Macedonië · Noorwegen · Oekraïne · Oostenrijk · Polen · Portugal · Roemenië · Rusland · San Marino · Schotland · Slovenië · Slowakije · Sovjet-Unie/GOS ·  Spanje · Tsjechië · Tsjecho-Slowakije · Turkije · Wales · Wit-Rusland · Zweden · Zwitserland

AFC: Kazachstan

CAF: Madagaskar

CONCACAF: Belize · Canada